# Cosmochthonius reticulatus
Cosmochthonius reticulatus är en kvalsterart som beskrevs av Grandjean 1947. Cosmochthonius reticulatus ingår i släktet Cosmochthonius och familjen Cosmochthoniidae. Inga underarter finns listade i Catalogue of Life.